# سوفتكي
سوفتكي (بالإنجليزية: SwiftKey)‏ هو لوحة مفاتيح لإدخال لأجهزة أندرويد وآي أو إس (أبل). سوفتكي يستخدم مزيجا من تقنيات الذكاء الاصطناعي التي تمكنه من التنبؤ بالكلمات التالية التي ينوي المستخدم كتابتها. SwiftKey يتعلم من رسائل SMS السابقة التي يكتبها المستخدم وبعض العبارات التي يفهما هو تلقائيا.
تأسست الشركة سوفتكي في عام 2008 بواسطة جون رينولدز والدكتور بن مدلوك. أصبح لديها الآن أكثر من 100 موظف، مكتبها الرئيسي في ساوثوورك، لندن، ومكاتب أخرى في سان فرانسيسكو، الولايات المتحدة وسيول، كوريا الجنوبية.

## اللغات المدعومة
يدعم البرنامج العديد من اللغات، منها:
- العربية
- الفارسية
- الفرنسية
- الإسبانية
- الإنجليزية

## وصلات خارجية
- سوفتكي على موقع Google Play (الإنجليزية)